# Nordre Ringvej (Aalestrup)
 For alternative betydninger, se Nordre Ringvej. (Se også artikler, som begynder med Nordre Ringvej)
 Nordre Ringvej  er en tosporet ringvej, der går nord om Aalestrup. 
Ringvejen er med til at lede trafikken, der skal ad sekundærrute 561 mod Hobro og Hvalpsund samt primærrute 13 mod Viborg og Aalborg, nord om Aalestrup, så byen ikke bliver belastet af for meget gennemkørende trafik.
Vejen forbinder Hovedvejen primærrute 13 i øst med Glerupvej i vest og har forbindelse til Borgergade, Testrupvej, Sognevejen og Bygumvej. Vejen blev færdiggjort i 1991.